# 加尔兰
加尔兰（法語：Garlin，法語發音：[ɡaʁlɛ̃]）是法国大西洋比利牛斯省的一个市镇，属于波城区。

## 地理
加尔兰（43°33'39"N, 0°16'17"W）面积18.3 平方千米，位于法国新阿基坦大区大西洋比利牛斯省，该省份为法国东南部省份，涵盖了贝阿恩与北巴斯克，西临大西洋比斯開灣，北至朗德省，东北接热尔省，东临上比利牛斯省，南与西班牙接壤。
与加尔兰接壤的市镇（或旧市镇、城区）包括：洛雷、米拉蒙-桑萨克、萨龙、巴利拉克-莫米松、布埃伊-布埃约-拉斯克、卡斯泰特皮贡、蒙克拉、里巴鲁伊、塔龙-萨迪拉克-维耶勒纳沃。

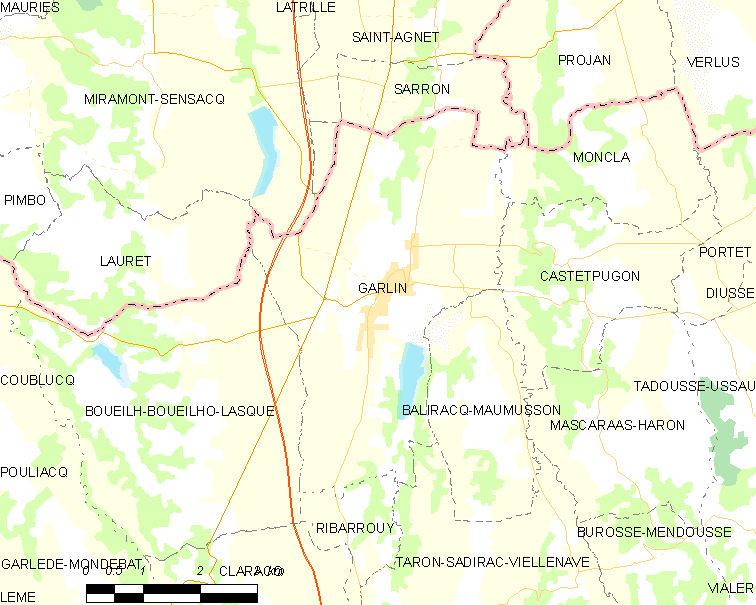
加尔兰的OSM定位图

加尔兰的时区为UTC+01:00、UTC+02:00（夏令时）。

## 行政
加尔兰的邮政编码为64330，INSEE市镇编码为64233。

## 政治
加尔兰所属的省级选区为吕伊河土地和维克比伊山坡县。

## 人口

1962-2008年间加尔兰人口变化图示

加尔兰于2022年1月1日时的人口数量为1331人。